# Nadezhda Yordanova
Nadezhda Yordanova (bulgare: Надежда Йорданова), née le 6 mars 1973 à Koubrat, est une femme politique et juriste bulgare, membre du parti  « Oui, la Bulgarie ! ».
De 2021 à 2022, elle est ministre de la Justice.

## Biographie
Elle possède une expertise dans le domaine du droit administratif et commercial, des marchés publics et des projets financés par l'UE et les organisations internationales. Elle est membre du Conseil exécutif du parti « Oui, la Bulgarie ! » 
Elle est diplômée en droit de l'Université Saint-Clément-d'Ohrid de Sofia. Elle s'est spécialisée en droit commercial anglais à l'University of Law (en) à Londres. Depuis 2007 elle est inscrite au Barreau de Razgrad.
Aux 45e et 46e Assemblées nationales, elle est membre du Parlement du groupe parlementaire de la Bulgarie démocratique et en est le vice-président,. Elle dirige la commission temporaire "Magnitsky" et est vice--présidente de la commission des affaires constitutionnelles et juridiques.
Elle a été chef du cabinet politique de Hristo Ivanov au ministère de la Justice (2014-2015).
Le 13 décembre 2021, elle est élue par la 47e Assemblée nationale comme ministre de la Justice dans le cabinet de Kiril Petkov.
Elle est mariée et a un fils.